# Petar Zanev

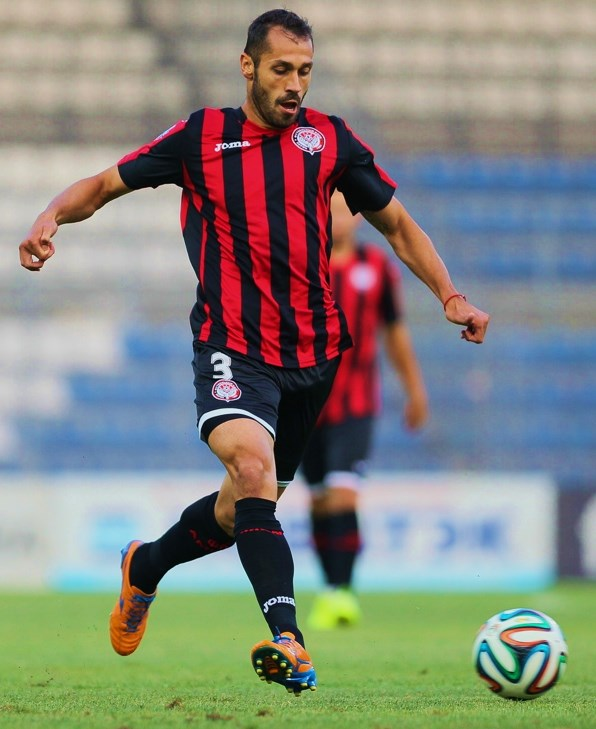
Petar Zanev (2014)

Petar Dimitrov Zanev (bulharsky Петър Димитров Занев; * 18. října 1985, Blagoevgrad, Bulharsko) je bulharský fotbalový obránce a reprezentant, který působí od léta 2013 v ruském klubu FK Amkar Perm.

## Klubová kariéra
- PFK Pirin Blagoevgrad 2004
- PFK Litex Loveč 2005–2012
- →  Celta de Vigo (hostování) 2007–2008[1]
- →  Racing de Ferrol (hostování) 2008[1]
- FK Volyň Luck 2012–2013
- FK Amkar Perm 2013–

## Reprezentační kariéra
V A-mužstvu Bulharska debutoval 15. 11. 2006 v přátelském utkání v Žilině proti reprezentaci Slovenska (porážka 1:3).